# Zygodon venezuelensis
Zygodon venezuelensis là một loài rêu trong họ Orthotrichaceae. Loài này được D.G. Griffin mô tả khoa học đầu tiên năm 1990.